# 印华百家姓协会
印华百家姓协会是印度尼西亚的第一个全国性华人社团。1998年5月，印度尼西亚发生一系列针对华人的黑色五月暴动，在当时排华的社会背景下，印尼华人创立了各种政党、协会、联谊会组织，印华百家姓协会遂于1998年9月28日在雅加达成立，首任总主席为熊德怡准将。